# Ómicron Pegasi
Ómicron Pegasi (ο Peg / 43 Pegasi) es una estrella en la constelación de Pegaso.
Tiene magnitud aparente +4,80 y está situada a 299 años luz del sistema solar.
Ómicron Pegasi es una subgigante blanca de tipo espectral A1IV.
Tiene una temperatura efectiva entre 9453 y 9506 K y es 106 veces más luminosa que el Sol.
Diversos estudios indican un valor de su radio entre 1,8 y 2,5 radios solares y gira sobre sí misma con una velocidad de rotación de 14 km/s, si bien éste es un valor mínimo.
Tiene una masa de 2,8 masas solares y, en cuanto a su estado evolutivo, está abandonando la secuencia principal.
Ómicron Pegasi presenta una metalicidad superior a la solar ([Fe/H) = 0,42 ± 0,17). Igualmente está enriquecida en otros elementos como calcio y níquel —el nivel de este último metal es trece veces más elevado que en el Sol— pero muestra empobrecimiento de escandio.
Su abundancia relativa de litio A(Li) es inferior a 2,94.
Ha sido también clasificada como estrella Am y posee un campo magnético; el valor de su campo magnético efectivo <Be> es 32,0 G.